# Ana Rossetti
Ana María Bueno de la Peña, más conocida como Ana Rossetti (San Fernando, Cádiz 15 de mayo de 1950), es una escritora española de teatro, poesía y género narrativo.

## Biografía
Ana Rossetti ha creado una obra rica en registros y géneros. Su obra es una mezcla de erotismo, esteticismo y culturalismo. Aunque es muy conocida por su obra poética, también ha escrito textos teatrales, un libreto para ópera (en torno a la figura de Oscar Wilde, estrenada en la Sala Olimpia de Madrid en 1993 y con música de Manuel Balboa), novela, libros para niños y relatos. Esta poetisa gaditana, que revolucionó el panorama literario en la España de los años 80, se encuentra por derecho propio entre los mejores poetas españoles de la poesía española contemporánea.
Ha colaborado con numerosas revistas, especialmente culturales y literarias, como Litoral (1982, 2020), Turia (1992, 1997), Meridiam (2000), Revista de Museología (RdM) (2002), Cercha (2004), Mus-A (2006), España contemporánea (2010), Revista de Occidente (2018), Ánfora nova (2026) o Mirlo (2023), entre otras.
En 1976, fruto de su relación con el actor Ismael Sánchez Abellán, tuvo a única hija, la actriz Ruth Gabriel.

## Obra poética
- Los devaneos de Erato, 1980, Premio Gules (Cuando en la década de los ochenta predominaba en España una corriente poética cultista practicada por los epígonos del grupo de poetas conocido como Los novísimos, con “Los devaneos de Erato”, Ana Rossetti introduce nuevas propuestas líricas cargadas de referentes eróticos transgresores)
- Dióscuros 1982 (recogido en Indicios vehementes)
- Devocionario, 1985, Premio Internacional de Poesía Rey Juan Carlos I.
- Indicios vehementes, 1985
- Yesterday (antología de sus libros anteriores más algunos poemas inéditos), 1988
- Apuntes de ciudades 1990
- Virgo potens 1994, con Jorge Artajo
- Punto umbrío, 1996
- La nota del blues 1996
- Ciudad irrenunciable 1998, Antología.
- La ordenación: retrospectiva (1980-2004), 2004, Poesía completa.
- Llenar tu nombre, 2008.
- El mapa de la espera, 2010.
- Deudas contraídas, 2016

## Producción narrativa
- Plumas de España, 1988
- Prendas íntimas, 1989, relatos eróticos.
- Hasta mañana, Elena, 1990
- Alevosías, 1991, Premio La Sonrisa Vertical de novela erótica
- Mentiras de papel 1994
- Una mano de santos, 1997, relatos
- El antagonista, 1999
- Recuento. Cuentos Completos, 2001
- El aprendizaje personal, 2001
- El botón de oro 2003, novela policíaca.
- El libro de las ciudades, 2021

## Literatura infantil y juvenil
- Un baúl lleno de momias, 1997
- Un baúl lleno de dinosaurios, 1997
- Un baúl lleno de lluvia, 1997
- Un baúl lleno de piratas, 1997
- El club de las chicas Robinson, 1999
- Las aventuras de Viela Calamares, 1999
- Viela, Enriqueto y su secreto, 2000
- Álex, Luisito y el osito y un montón de huevos fritos, 2001
- La tejedora de redes, 2004
- Antes de que nacieras, 2008
- Cuentos apropiados, 2014

## Otros géneros
- El secreto enamorado, 1993, libreto de ópera.
- Pruebas de escritura, 1998, ensayo.
- Las bodas reales, 2005, con Jorge Artajo.
- Buenos días Sr. Hoy, 2007, con Jorge Artajo.
- Panabecedario, 2014, con Carlos Pan.

## Premios
- 1980: Premio Gules.
- 1985: Premio Internacional de Poesía Rey Juan Carlos I.
- 1991: Premio La Sonrisa Vertical.
- 1995: Medalla de Plata de Andalucía.
- 2022: Premio-Taller de Poesía Pedro Salinas.[3]